# Austropallene tibicina
Austropallene tibicina är en havsspindelart som beskrevs av Calman, W.T. 1915. Austropallene tibicina ingår i släktet Austropallene och familjen Callipallenidae. Inga underarter finns listade.